# Jamlapur, Aurad
Jamlapur là một làng thuộc tehsil Aurad, huyện Bidar, bang Karnataka, Ấn Độ.